# Хименес, Луис (скульптор)
Луис Хименес (исп. Luis Jiménez; 1940—2006) — американский скульптор мексиканского происхождения, также педагог. Считается пионером в области использования стекловолокна для создания скульптур. Его работы находятся во многих музеях и городах США.

## Биография
Родился 30 июля 1940 года в городе Эль-Пасо, штат Техас.
Изучал искусство и архитектуру в Эль-Пасо и в Техасском университете в Остине, получив степень бакалавра в 1964 году. Став известным скульптором, преподавал искусство в Аризонском университете, затем — в Хьюстонском университете.
За последние 30 лет своей жизни Хименес проделал в искусстве большую работу. Он стал широко известен своими крупными полихромными стекловолокнистыми скульптурами американской юго-западной и латиноамериканской тематик. Его работы часто были спорными, но хорошо узнаваемыми, вызывая дискуссии критиков. На его творчество оказали влияние фрески Хосе Ороско и Диего Риверы.
В 1993 году Хименес был удостоен премии губернатора Нью-Мексико за выдающиеся достижения в искусстве. В 1998 году он получил премию выдающимся выпускникам Техасского университета в знак признания его художественных произведений.
Умер 13 июня 2006 года в округе Линкольн, штат Нью-Мексико, в своей студии в городе Хондо, когда на Хименеса упала часть его скульптуры «Синий мустанг», предназначенной для международного аэропорта Денвера.
Его старшая дочь живет в Нью-Йорке, где работает дизайнером моды. Другая дочь — Элиза, является мультимедийным художником и модельером, была участницей 4-го сезона реалити-шоу «Проект Подиум».